# ザ・ブルーインパルス
ザ・ブルーインパルス（The Blue Impulse）は、1968年に結成されたグループ・サウンズのバンド。1968年10月に、シングル「太陽の剣」でデビュー。1970年解散。

## メンバー
- 湯村寿昭（ギター）
- 萩谷清（ギター）
- 矢口隆（ベース）
- 大越省二（ドラムス）
- 長谷幸也（ボーカル）
- 長瀬実（ボーカル）

## 概要
1968年1月に名古屋で結成された「ザ・ダックス」が前身。その後、バンド名を「ザ・ブルーインパルス」と改名。デビュー直前、当時人気絶頂のアメリカのバンド・モンキーズの来日コンサートの際、ポニーズと共に前座バンドに抜擢され、日本武道館での出演を果たす。
GS第三期の担い手として期待され、1968年10月25日、日本ビクターが新たに発足させたRCAレーベルの第1号邦楽アーティストの一組として、シングル「太陽の剣」でデビュー、オリコンチャート54位の小ヒットとなった。
1969年にはムード歌謡に傾倒したシングル「メランコリー東京」を、1970年にはいわゆるアングラ・ソング風のシングル「苦しみのロック」をリリース。
途中、ボーカルの長谷幸也が脱退したため、長瀬実を加入させ活動を続けたが、1970年5月に活動を停止し事実上の解散となった。
デビューした時期がGSブームの全盛期が過ぎた頃であり、一定の実力を持っていただけに遅かったデビューと言える。

## ディスコグラフィー

### シングル
1. 太陽の剣（1968年10月）
2. メランコリー東京（1969年3月）
3. 苦しみのロック（1970年4月）